# Zegerscappel

Zegerscappel este o comună în departamentul Nord, Franța. În 1 ianuarie 2022 avea o populație de 1.549 de locuitori.